# Municipio de Puerto Padre
Municipio de Puerto Padre är en kommun i Kuba.   Den ligger i provinsen Las Tunas, i den östra delen av landet, 600 km öster om huvudstaden Havanna. Antalet invånare är 93 705. Arean är 1 178 kvadratkilometer.
Terrängen i Municipio de Puerto Padre är platt.